# Catonephele
Catonephele es un género de lepidópteros de la familia Nymphalidae. Es originario de México, Centroamérica, Sudamérica y las Indias Occidentales.

## Especies

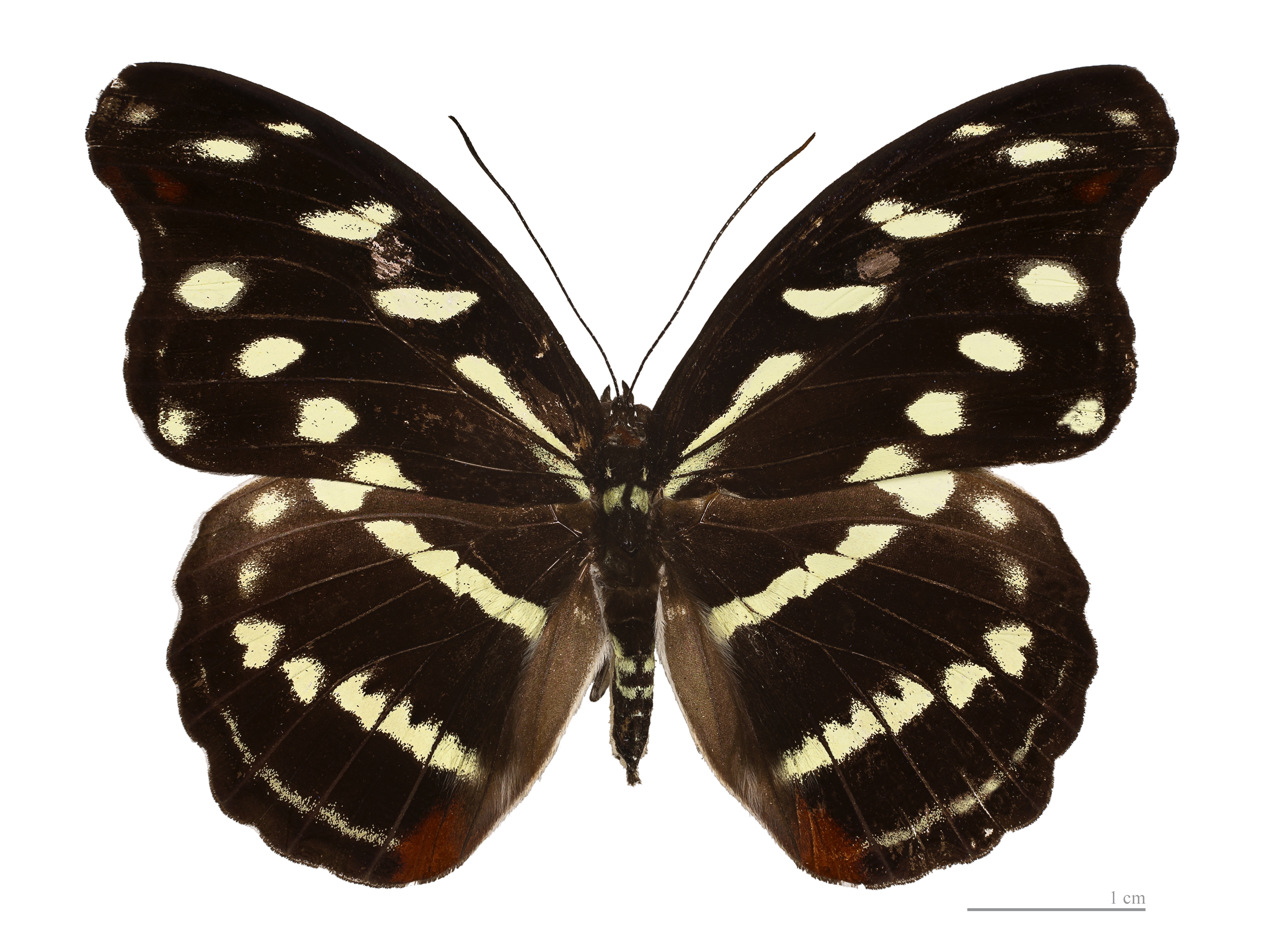
Catonephele acontius (Linnaeus, 1771)
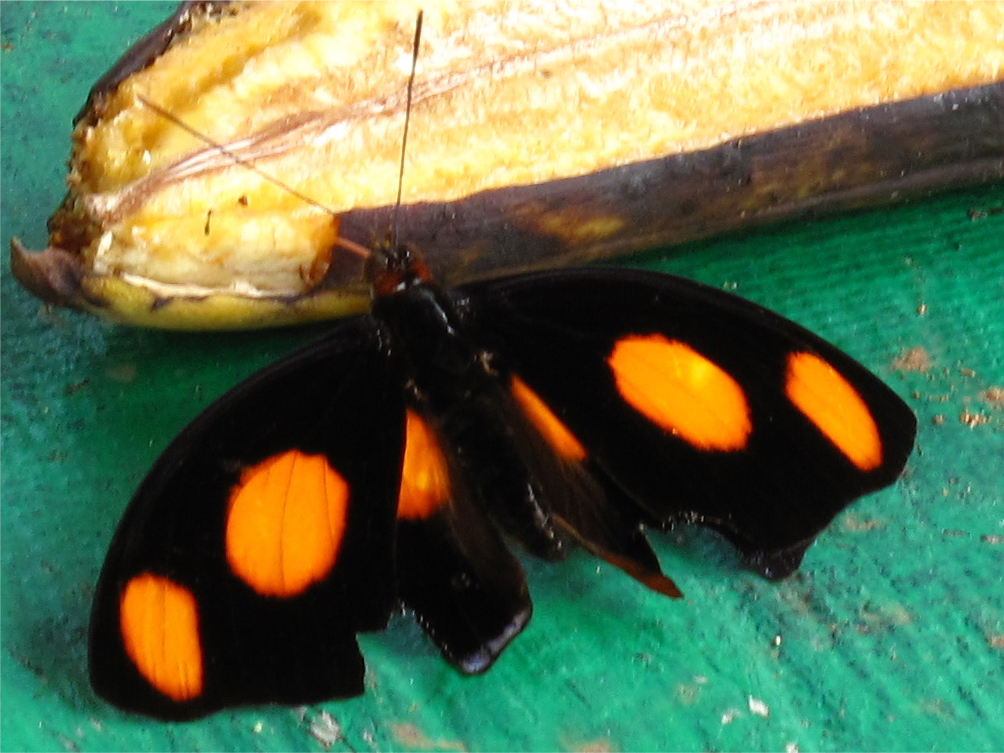
Catonephele antinoe
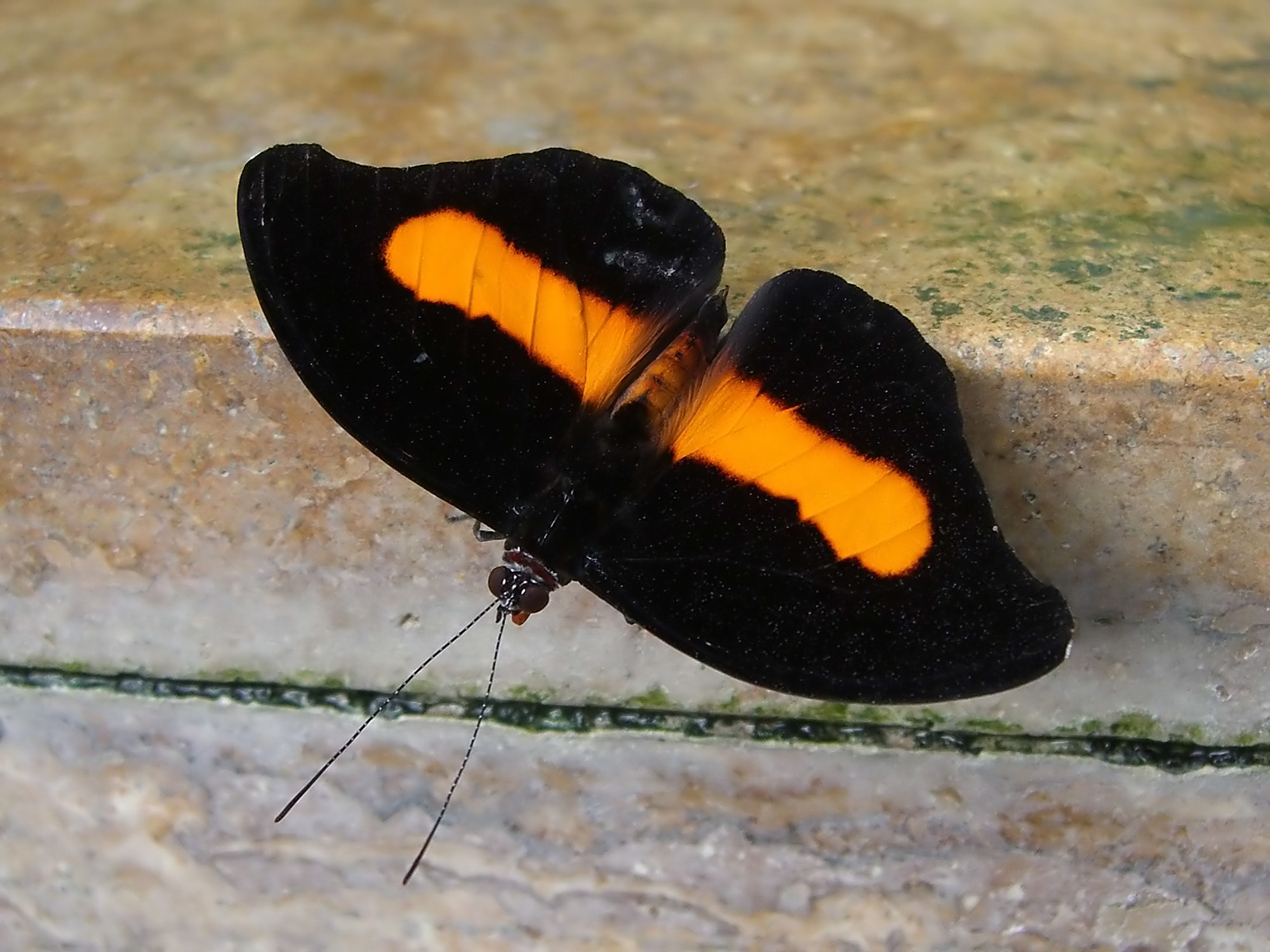
Catonephele chromis - Catonephele chromis chromis - Catonephele chromis godmani
- Catonephele cortesi
- Catonephele mexicana
- Catonephele numilia (Cramer, 1776)
- Catonephele nyctimus
- Catonephele orites
- Catonephele sabrina
- Catonephele salacia
- Catonephele salambria
- Catonephele acontius

- Catonephele acontius
- Catonephele numilia
- Catonephele orites